# Yezonychus brevipilus
Yezonychus brevipilus är en spindeldjursart som beskrevs av Zhang och Martin 200. Yezonychus brevipilus ingår i släktet Yezonychus och familjen Tetranychidae. Inga underarter finns listade i Catalogue of Life.